# Ambasada Szwecji przy Stolicy Apostolskiej
Ambasada Szwecji przy Stolicy Apostolskiej – misja dyplomatyczna Królestwa Szwecji przy Stolicy Apostolskiej. Kancelaria ambasady mieści się w Rzymie. Ambasador rezyduje w Sztokholmie, a Watykan jest przez niego regularnie odwiedzany.

## Historia
Stolica Apostolska nawiązała stosunki dyplomatyczne ze Szwecją 2 sierpnia 1982.